# Каськовка
Каськовка (укр. Каськівка) — село в Марковском районе Луганской области Украины. Входит в Краснопольский сельский совет.
Население по переписи 2001 года составляло 119 человек. Почтовый индекс — 92411. Телефонный код — 6464. Занимает площадь 1,874 км². Код КОАТУУ — 4422584404.

## Местный совет
92410, Луганська обл., Марківський р-н, с. Красне Поле, пл. Перемоги, 1  (укр.)